# 2 Unlimited
2 Unlimited er en eurodance-gruppe dannet i 1991. Gruppen består af rapperen Ray Slijngaard og sangerinden Anita Doth som dets frontfigurer og de belgiske producere Jean-Paul DeCoster og Phil Wilde som stifterne og producerne bag numrene. Gruppen havde sin storhedstid i midten af 1990'erne og har sammenlagt solgt mere end 18 millioner plader.
Fra 1991 til 1996 bestod gruppen af den hollandske rapper Ray Slijngaard og den hollandske sanger Anita Doth. I disse fem år opleved gruppen stor succes, og de havde 16 internationale hits inklusive "Get Ready for This", "Twilight Zone", "No Limit", and "Tribal Dance".

## Gruppens historie
2 Unlimited slog igennem i foråret 1991 med deres første single, der med en intrumental version af "Get Ready For This!" (#2 på UK charts). For at øge projektets popularitet valgte producerne herefter at skrive kontrakt med Ray Slijngaard, som skulle sørge for at tilføje rap til sangene. Ray Slijngaard anbefalede at ansætte Anita Dels (en sanger fra Amsterdam) som den kvindelige vokalist. En ny version af sangen "Get Ready For This" udkom i september 1991 og blev en meget stor succes for bandet. Den efterfølgende single, "Twilight Zone", klarede sig endnu bedre på hitlisterne sammen med yderligere to succesfulde sange fra albummet: "Workaholic" og "The Magic Friend". Dette blev fulgt op af albummet "No Limit" i 1993, hvor "No Limit" (den fjerde mest sælgende sang i 1993) og "Tribal Dance" blev de mest fremtrædende.
Gruppens store popularitet betød imidlertid, at gruppens typiske musikstil begyndte at blive reproduceret. Da sangen "Real Things" udkom i 1994 havde gruppen ikke længere en unik musikstil og en, som var delt blandt flere hundrede andre grupper. I april 1996 opløstes gruppen i kølvandet på et kompliceret forhold mellem Ray og Anita. En relancering af gruppen i 1998 under navnet 2 Unlimited 2 med de to kvindelige sangere Romy van Oojen og Marion Van Iwaarden havde begrænset succes og begge sangere forlod projektet ved deres kontraktudløb i 1999.
Gruppen blev gendannet med den originale besætning i 2012 for at tage på en større turné.

## Medlemmer
Nuværende
- Ray Slijngaard – rap (1991–1996, 2012–nu)
- Michèle Karamat Ali – vokal (2022–nu)

Tidligere medlemmer
- Anita Doth – vokal (1991–1996, 2012–2016)
- Kim Vergouwen – vokal (2016–2021)
- Romy van Ooijen – vokal (1998–1999)
- Marjon van Iwaarden – vokal (1998–1999)

Øvrigt
- Jean-Paul De Coster – musikproducer
- Phil Wilde – musikproducer

## Diskografi
- Get Ready! (1992)
- No Limits! (1993)
- Real Things (1994)
- II (1998)